# Ксенофобія
Ксенофо́бія (від грец. ξένος (ксенос), що означає «чужинець», «незнайомець», та φόβος (фобос), що означає «страх») — різке несприйняття особою чи національною лінгвокультурною спільнотою чужої культури, мови, поведінки, манери спілкування тощо. На рівні державної політики може виявлятися як дискримінація за національно-культурними ознаками.
Біологічна ксенофобія є природним механізмом захисту людини, її світогляду, переконань, культури від потенційно небезпечного впливу чужого та незнайомого, своєрідна соціальна проєкція інстинкту самозбереження. Ксенофобія може проявляти себе у багатьох формах, зокрема, у вигляді расизму, антисемітизму, упередженому ставленні до деяких національностей, дискримінації мігрантів, біженців тощо.

## Визначення
Поняття вперше набуло поширення в англійській літературі на початку XX століття. Перше загальне визначення зустрічається у словнику Вебстера (перше видання в 1841 р. в США):
Ксенофобія є страх і презирство до того, що є іноземним або невідомим, особливо до незнайомих або іноземців. Це слово походить від грецьких слів ξένος (Xenos), що означає «іноземець», «чужий», і φόβος (Фобос), що означає «страх». Цей термін зазвичай вживають, щоб описати страх або неприязнь до іноземців або взагалі до тих людей, які відрізняються від вас. <…> Як і всі фобії, при ксенофобії людина усвідомлює страх, і, отже, повинна вірити на певному рівні, що предмет її страху є насправді іноземцем. Це відрізняє ксенофобію від расизму. У різних контекстах термін «ксенофобія» і «расизм» за змістом дуже схожі, їх вживають як синоніми. Хоча вони можуть мати абсолютно різні значення. Ксенофобія може бути заснована на різних аспектах. Расизм ґрунтується виключно на ознаці раси та походженні. 
 Для ксенофобії існує два основних об'єкти фобії. Перша — це групи населення, представлені в суспільстві, які не розглядаються як частина цього суспільства. Часто вони становлять групу нещодавніх іммігрантів. Але ксенофобія може бути спрямована проти групи, яка присутня протягом століть. Ця форма ксенофобії може викликати або сприяти ворожим і насильницьким діям, таким як масове виселення іммігрантів, або в гіршому випадку, геноцид. 
 Друга форма ксенофобії насамперед культурна. Її об'єктами є культурні елементи, які вважаються іноземними. Всі культури піддаються зовнішнім впливам, але культурно ксенофобія часто вузько направлена, наприклад, на іноземні запозичення до національної мови. Вона рідко призводить до агресії відносно окремих осіб, але може привести до політичної кампанії культурного чи мовної «очищення». Ізоляціонізм, загальне неприйняття закордонних справ теж має ознаки ксенофобії
[джерело?]
На думку тих (переважно вчених-вихідців колоніальних держав), хто вважає подібну філософію «хворобою», її «клінічними проявами» є:
- нав'язливий страх нового, чужого.
- параноїдальна ворожість до всього чужого, особливо того, що належить іншій культурі[4]
- страх перед незнайомими особами, боязнь знайомитися чи зустрічатися з ними. Це можна спостерігати в поведінці дітей, які «лякаються», ховаються в будинку, коли до батьків приходять незнайомі для дитини особи[5].

## Форми й прояви
Розрізняють дві основні форми ксенофобії. Перша спрямована на групу всередині суспільства, що вважається чужою та шкідливою для суспільства, наприклад, нові іммігранти, біженці, трудові мігранти, євреї, цигани, гомосексуальні люди. Об'єктом другої форми ксенофобії є головним чином культурні елементи, що вважаються чужими. Усі культури підпадають під чужоземний вплив, але культурна ксенофобія є часто вузьконаправленою на певні прояви такого впливу, наприклад, поширення нетрадиційної для даної країни релігії.
Расизм загалом розглядають як форму ксенофобії. Ксенофобія передбачає наявність віри в те, що об'єкт ворожості є чужим.
З погляду біосоціології, ксенофобія є суспільною проєкцією інстинкту самозбереження певної національно-економічної формації.
Незначні прояви ксенофобії є цілком природними і нешкідливими для суспільства в цілому, але це твердження багато хто ставить під сумнів.

## В Україні
В Україні найнижчий рівень ксенофобії був у перші роки після проголошення незалежності. Найтолерантнішою групою в Україні є молодь — люди до 30 років.

## Міжнародне вивчення та нагляд
У 1997 році Європарламентом був сформований Європейський центр моніторингу расизму та ксенофобії (EUMC), який виріс з комісії по боротьбі проти расизму та ксенофобії (CRX). Сама комісія була створена в 1994 році та стала відомою як «Комісія Кана» (Kahn-Commission). 1995 року Комісія Кана була перетворена на EUMC, який був офіційно заснований Постановою Ради (ЄС) № 1035/97 від 2 червня 1997 року. Центр розпочав свою діяльність у липні 1998 року. Тепер вона налічує 25 співробітників.

## Цитати
У словнику Вебстера ксенофобія — це:
|                                                               | «страх або ненависть до незнайомців, чи іноземців, або до того, що дивно або чуже». Літературне значення слова означає, що ксенофоби — це люди, які не люблять усіх чужинців, їх «інакшість». Такі визначення показують, що головним об'єктом ксенофобії завжди були незнайомці або чужинці (xenos — сторонні, іноземці). Причини тут прості: історично так складалося, що поява чужинців, як правило, не віщувала нічого доброго. У гіршому випадку вони претендували на поля і пасовища, на майно, на дружин. У кращому випадку — впроваджувалися в суспільство, приносячи з собою зміни. Хороші чи погані, глобальні чи незначні — це інше питання, але чужинці були реальною загрозою сформованому способу життя. |
| — Г. Солдатова, А. Макарчука, «Может ли другой стать другом?» | |

## Виноски
1. ↑  Бацевич Ф. С. Словник термінів міжкультурної комунікації. — Київ: «Довіра», 2007. — 205 с.
2. ↑  Національна експертна комісія України з питань захисту суспільної моралі (18 червня 2013). Щодо підвищення рівня толерантності та запобігання поширенню ксенофобських настроїв. Законодавство України. Архів оригіналу за 28 листопада 2018.
3. ↑  Xenophobia. Webster’s 1828 Dictionary. Архів оригіналу за 16 травня 2017. Процитовано 18 червня 2017.
4. ↑  Жмуров В. А. Большая энциклопедия по психиатрии, 2-е изд., 2012 г.
5. ↑  Филиппов А. В., Романова Н. Н., Летягова Т. В. Тысяча состояний души. Краткий психолого-филологический словарь, Флинта, 2011.
6. ↑  Кон И. С. Гомофобия как форма ксенофобии. Архів оригіналу за 4 жовтня 2014. Процитовано 23 листопада 2010.
7. ↑  Динаміка ксенофобії й антисемітизму в Україні в 1994—2007 (Київський міжнародний інститут соціології) (PDF). Архів оригіналу (PDF) за 11 травня 2021. Процитовано 19 серпня 2020.

## Літературні джерела
- Ксенофобія [Архівовано 16 квітня 2016 у Wayback Machine.] // ЕСУ
- Політологічний енциклопедичний словник (уклад.: Л. М. Герасіна, В. Л. Погрібна, І. О. Поліщук та ін. За ред. М. П. Требіна). — Харків: «Право», 2015. — 816 с. ISBN 978966-4588482
- Є.Захаров (упорядник), М.Семена, Г.Койнаш, І.Магдиш, та інші: Расизм і ксенофобія в Україні: реальність та вигадки. (збірка статей) — Харків: вид. «Права людини», 2009. ISBN 9789668919497., — 192 с.
- О. Майборода. Ксенофобія. — в кн.: Ю. Левенець, Ю. Шаповал (та ін.). Політична енциклопедія.  — К.: Парламентське видавництво, 2011. — с.378 ISBN 978-966-611-818-2